# Novohannivka, Krasnodon
Novohannivka (în ucraineană Новоганнівка) este localitatea de reședință a comunei Novohannivka din raionul Krasnodon, regiunea Luhansk, Ucraina.

## Demografie
Componența lingvistică a localității Novohannivka
     Ucraineană (77,36%)
     Rusă (21,35%)
     Alte limbi (0,54%)
Conform recensământului din 2001, majoritatea populației localității Novohannivka era vorbitoare de ucraineană (77,36%), existând în minoritate și vorbitori de rusă (21,35%).